# Johannes Schneider (Fußballspieler)
Johannes Schneider (* 5. August 1887 in Leipzig; † 8. September 1914 bei Vitry-le-François, Frankreich), auch  „Hans“ gerufen, war ein deutscher Fußballspieler.

## Karriere

### Vereine
Schneider begann neunjährig in der Jugendabteilung des VfB Leipzig mit dem Fußballspielen. Da er als Schüler wegen des Fußballs Sanktionen durch die Schule zu befürchten hatte, legte er sich den Vornamen John zu und änderte ihn später in Johannes; zuweilen ließ er sich auch Hans rufen.
Dem Jugendalter entwachsen, gehörte er bereits 17-jährig der ersten Mannschaft an, für die er in den vom Verband Mitteldeutscher Ballspiel-Vereine organisierten Meisterschaften im Gau Nordwestsachsen, der regional höchsten Spielklasse, Punktspiele bestritt. Als Torwart nahm er erstmals mit dem VfB Leipzig als Titelverteidiger an der Endrunde um die Deutsche Meisterschaft teil. Sein Debüt gab er am 15. Mai 1904 beim 3:2-Sieg n. V. im Halbfinalspiel gegen den Duisburger SpV. Erst mit seinem Tor in der 132. Minute – nach einer torlosen halben Stunde wurde die Partie nochmals verlängert – sicherte er seiner Mannschaft den Einzug ins Finale.
Das am 29. Mai 1904 in Kassel vorgesehene Finale gegen den BTuFC Britannia 1892 fand jedoch nicht statt. Der Karlsruher FV hatte beim DFB Protest gegen die Wertung dieser Meisterschaft eingelegt. Der DFB hatte die ausschreibungsgemäße Ansetzung der Endrundenspiele an neutralem Orte nicht eingehalten; daraufhin wurde am Vormittag das Endspiel abgesagt und die Meisterschaftsendrunde annulliert.
Zwei Jahre später – über die Gau- und Mitteldeutsche Meisterschaft erneut für die Endrunde um die Deutsche Meisterschaft qualifiziert – kam er in allen drei Endrundenspiele zum Einsatz. Nachdem zunächst der FC Norden-Nordwest Berlin am 22. April 1906 in Leipzig mit 9:1 im Viertelfinale besiegt wurde, folgte das am 6. Mai 1906 in Berlin mit 3:2 gewonnene Halbfinale gegen den Berliner FC Hertha 92. Am 27. Mai 1906 war er am Ziel seines größten Erfolges; das Endspiel in Nürnberg gewann er mit seiner Mannschaft mit 2:1 gegen den 1. FC Pforzheim. Diesen Erfolg konnte der promovierte Kaufmann und Sohn eines Konservenfabrikanten über inzwischen zahlreich gewonnenen regionalen Meisterschaften erneut am 11. Mai 1913 in München wiederholen; der Duisburger SpV wurde mit 3:1 bezwungen. Das am 31. Mai 1914 erneut erreichte Finale um die Deutsche Meisterschaft, in dem er zum 14. Mal im Tor eines Endrundenspiels stand, ging in Magdeburg jedoch mit 2:3 n. V. gegen die SpVgg Fürth – unter anderem mit Karl Burger, Georg Wellhöfer, Hans Schmidt, Georg Wunderlich, Julius Hirsch – mit seinem Siegtor in der 153. Spielminute verloren.

### Auswahl-/Nationalmannschaft
1913 bestritt er zwei Länderspiele für die A-Nationalmannschaft. Sein Debüt gab er am 26. Oktober bei strömendem Regen in Hamburg bei der 1:4-Niederlage gegen die Nationalmannschaft Dänemarks. Zwei Gegentore mehr musste er am 23. November – wiederum bei ständigem Regen – in Antwerpen bei der 2:6-Niederlage gegen die Nationalmannschaft Belgiens hinnehmen. Zu vermuten bleibt, das bei ihm als Brillenträger eine Beeinträchtigung seines Seh- und Reaktionsvermögens eingetreten ist.
Als Nachfolger von Torhüter Ernst Raydt kam er auch als Spieler der Auswahlmannschaft des Verbandes Mitteldeutscher Ballspiel-Vereine im Wettbewerb um den Kronprinzenpokal zum Einsatz. Das am 22. Februar 1914 in Berlin gegen die Auswahlmannschaft des Norddeutschen Fußball-Verbandes ausgetragene Finale wurde mit 1:2 verloren. Im Nürnberger Halbfinale wurde jedoch zuvor die starke Auswahlmannschaft des Süddeutschen Fußball-Verbandes mit ihrer Läuferreihe – Eugen Kipp, Max Breunig, Hans Schmidt – mit 2:1 bezwungen.

## Erfolge
- Deutscher Meister 1906, 1913
- Mitteldeutscher Meister 1906, 1907, 1911, 1913
- Gaumeister Nordwestsachsen 1904, 1906, 1907, 1908, 1909, 1910, 1913

## Sonstiges
Mit Beginn des Ersten Weltkriegs zum Wehrdienst herangezogen und ein knappes Jahr nach seinen Länderspieleinsätzen, fiel er im September 1914 in  Frankreich, bei Vitry-le-François.